# (8683) Sjölander
(8683) Sjölander, désignation internationale (8683) Sjolander, est un astéroïde de la ceinture principale.

## Description
(8683) Sjolander est un astéroïde de la ceinture principale. Il fut découvert le 2 mars 1992 à La Silla par le programme UESAC. Il présente une orbite caractérisée par un demi-grand axe de 3,21 UA, une excentricité de 0,16 et une inclinaison de 8,1° par rapport à l'écliptique.

## Compléments